# Хёй, Франк
Франк Хёй (дат. Frank Høj; род. 4 января 1973, в коммуне Рудерсдаль, Дания) — датский профессиональный шоссейный велогонщик.Чемпион Дании в групповой гонке (1998).

## Допинг
В 2013 году Микаэль Расмуссен в своей книге «Жёлтая лихорадка» сообщил, что Франк Хёй употреблял допинг. В июле 2015 года Франк Хёй признался, что в течение своей карьеры он получал допинг ЭПО, но утверждал, что прекратил его употребление в 1998 году.

## Достижения
1993
1-й — Этап 1 Milk Race
1994
1-й — Этап 3 Франко-Бельгийское кольцо
1-й — Зеллик — Галмарден
1-й — Circuit du Westhoek
3-й — Брюссель — Опвейк
3-й — De Drie Zustersteden
1995
1-й — Этап 3 Тур Словении
1-й — Этап 5 Тур де л’Авенир
2-й — Дварс дор Вест-Фландерен
1996
3-й — Франко-Бельгийское кольцо
1997
1-й — Grote Prijs Stad Zottegem
2-й — Гран-при Орхуса
3-й — Гран-при Ефа Схеренса
3-й — Гран-при Хернинга
1998
1-й  Чемпион Дании — Групповая гонка
1-й — Veenendaal-Veenendaal
1-й — Франко-Бельгийское кольцо
1-й — Омлоп ван хет Васланд
1-й — Grand Prix du 1er mai - Prix d'honneur Vic De Bruyne
2-й — Гран-при Исберга
3-й — Халле — Ингойгем
2000
1-й — Ле-Самен
2-й — Париж — Брюссель
6-й — летние Олимпийские игры — Групповая гонка
2002
2-й — Омлоп Хет Ниувсблад
2003
1-й — Гран-при Хернинга
2-й — Тур Саксонии
2004
1-й — Гран-при Хернинга
2-й Чемпионат Дании — Индивидуальная гонка
8-й — Тур Фландрии
8-й — летние Олимпийских играх — Групповая гонка
10-й — Париж — Рубе
2005
1-й — Этап 3 Франко-Бельгийское кольцо
2006
7-й — Париж — Тур
2008
2-й Чемпионат Дании — Индивидуальная гонка
3-й Чемпионат Дании — Групповая гонка

## Статистика выступлений

### Гранд-туры
| Гранд-тур                 | 1999 | 2000 | 2001 | 2002 | 2003 | 2004 | 2005 |
| ------------------------- | ---- | ---- | ---- | ---- | ---- | ---- | ---- |
| Джиро д’Италия            | —    | —    | —    | 107  | НФ   | —    | 152  |
| Тур де Франс              | —    | 100  | —    | —    | —    | —    | —    |
| (c 2010 ) Вуэльта Испании | 97   | —    | 128  | —    | —    | 112  | —    |

| —  | Не участвовал  |
| НФ | Не финишировал |